# 圖爾峰 (勃朗峰)

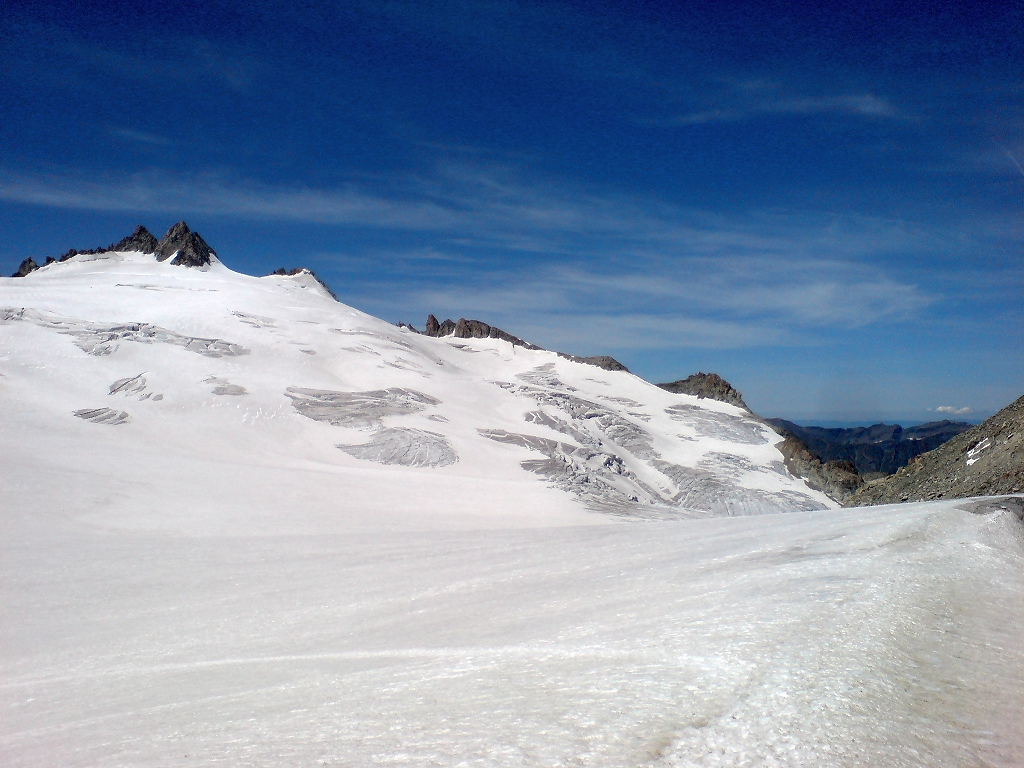

45°59′39.9″N 7°0′35.4″E / 45.994417°N 7.009833°E
圖爾峰（法語：Aiguille du Tour），是西歐的山峰，位於法國和瑞士接壤的邊境，由瓦萊州和上薩瓦省負責管轄，屬於勃朗峰的一部分，海拔高度3,540米，人類在1926年首次登頂。